# Saskatchewan
La Saskatchewan (prononcé en français : /saskatʃəwan/, en anglais : /səˈskætʃəwən/ ou /səˈskætʃəˌwɑːn/) est une province du Canada. Située dans l'Ouest du pays, elle est au milieu des trois provinces des Prairies. Elle est bordée à l'ouest par l'Alberta, au nord par les Territoires du Nord-Ouest, à l'est par le Manitoba, au nord-est par le Nunavut et au sud par les États américains du Montana et du Dakota du Nord. Sa population est estimée à 1,1 million en 2020. Sa superficie est de 651 900 km2, et près de 10 % de son territoire est constitué d'eau douce, avec principalement des rivières, des réservoirs, et plus de 100 000 lacs (en). Les hivers y sont rigoureux dans toute la province, en raison de son climat continental. Les régions du sud connaissent des étés extrêmement chauds. En hiver, des températures inférieures à −45 °C sont possibles, même dans le sud lors des vagues de froid extrême.
Les habitants vivent généralement dans les prairies de la moitié sud de la province, tandis que la moitié nord est principalement boisée, et peu peuplée. Près de la moitié de la population vit dans la plus grande ville de la province, Saskatoon, ou bien dans la capitale provinciale, Regina. Les autres villes notables incluent Prince Albert, Moose Jaw, Yorkton, Swift Current, North Battleford, Melfort, et la ville frontalière de Lloydminster (partiellement en Alberta). L'anglais est la langue principale de la province, avec 82,4 % de Saskatchewanais l'ayant comme langue maternelle. Environ 15 000 fransaskois parlent le français. 
La Saskatchewan a d'abord été habitée pendant plusieurs milliers d'années par des nations autochtones. Les Européens ont d'abord exploré la région en 1690, et s'y sont installés pour la première fois en 1774. Elle est devenue une province en 1905, à partir des vastes Territoires du Nord-Ouest, qui comprenaient jusqu'alors la plupart des Prairies canadiennes. Au début du XXe siècle, elle est devenue un bastion de la social-démocratie canadienne, avec l'élection d'un premier gouvernement social-démocrate au Canada, en 1944. L'économie de la province (en) est basée sur l'agriculture, l'exploitation minière et l'énergie.

## Toponymie
Son nom vient de la rivière Saskatchewan, dont le nom en langue crie signifie « (rivière) rapide » (kisiskatchewan).
Dans le français parlé au Canada, comme dans l'usage officiel des gouvernements fédéral du Canada, du Québec, et de la Saskatchewan, le nom Saskatchewan est exclusivement féminin, qu'il désigne la province ou la rivière éponyme. Ailleurs, il peut y avoir flottement : un usage observé en France est de faire de Saskatchewan un nom masculin quand il désigne la province et féminin quand il désigne la rivière.

## Géographie

### Géographie physique

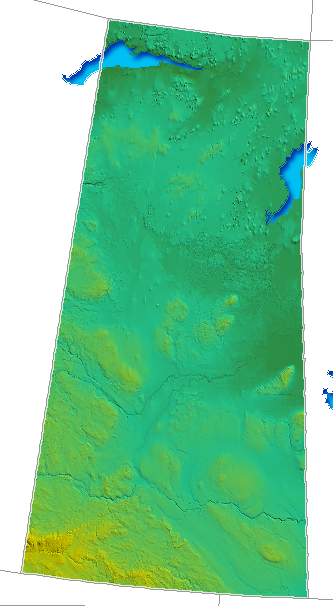
Carte du relief de la Saskatchewan.

La Saskatchewan est située dans l'Ouest canadien. La superficie de la province atteint 651 036 km2, dont 591 670 km2 de terres et 59 366 km2 d'eaux, ce qui en fait la 7e entité subnationale du Canada en superficie, et la 5e province.
La province prend la forme d'un trapèze, ses frontières suivant essentiellement des méridiens et des parallèles. L'ouest de la Saskatchewan borde l'Alberta et est délimité par la longitude 110° O ; la frontière entre les deux provinces mesure 1 225 km. Au nord, les Territoires du Nord-Ouest en sont séparés par le 60e parallèle ; au sud, la frontière avec les États-Unis est située sur le 49e parallèle. La frontière orientale avec le Manitoba n'est pas un simple arc de méridien, mais une succession de segments de méridiens à l'ouest de 101°30', reliés par de courts arcs de parallèles. La Saskatchewan est la seule province du Canada dont aucune frontière ne correspond à une particularité géographique tangible (bassin versant, cours d'eau, etc.).
La Saskatchewan est constituée de deux principales régions naturelles : le bouclier canadien au nord et les plaines intérieures au sud. Les monts des Cyprès, au sud-ouest sur la frontière avec l'Alberta, sont une région demeurée libre de glaces lors de la dernière glaciation. Ils culminent à 1 392 m d'altitude côté Saskatchewanais (mais à 1 468 m d'altitude à Elkwater côté albertain). Ce massif est le plus élevé du Canada entre les montagnes Rocheuses et le Québec. Le lac Athabasca, au nord-ouest sur la frontière albertaine, à 213 m d'altitude constitue la zone la plus basse de la province,.

### Géologie

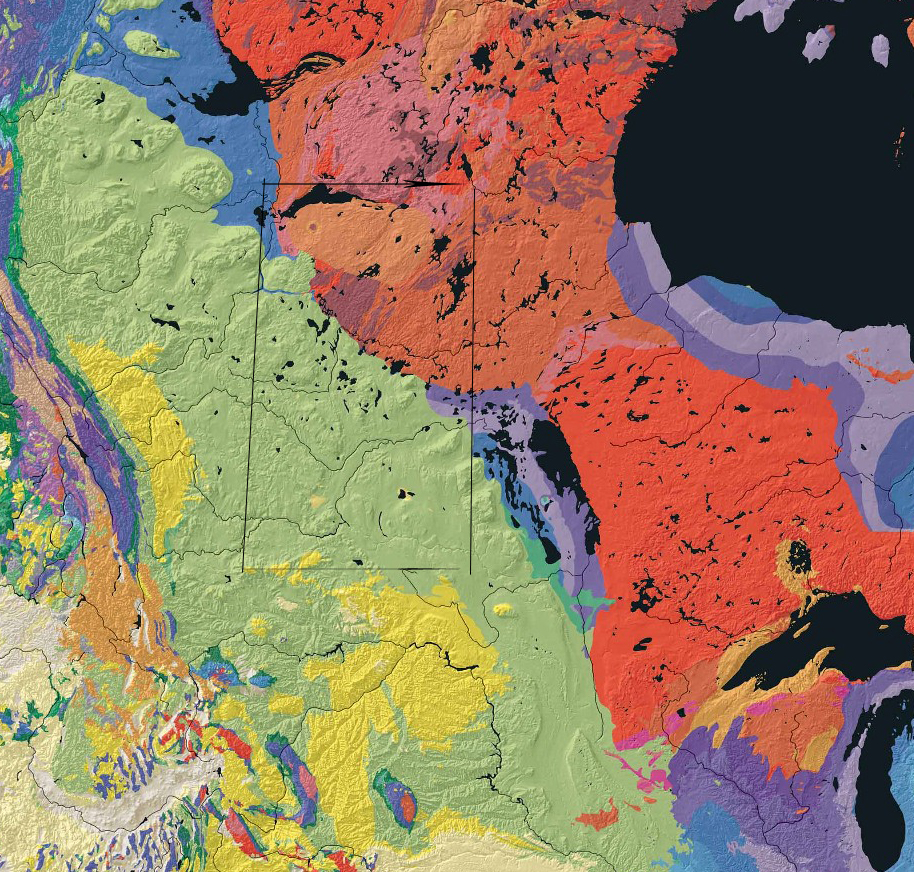
Carte géologique de la Saskatchewan : en rouge, le bouclier canadien ; en vert, le bassin sédimentaire.

La géologie de la Saskatchewan peut être divisée en deux régions, le bouclier canadien datant du Cambrien ou du Précambrien et le bassin sédimentaire de l'Ouest canadien datant du Phanérozoïque. 
Le bouclier canadien saskatchewanais occupe la partie de la province au nord d'une ligne allant de Flin Flon au lac Frobisher en passant par La Ronge. Il comprend une partie des cratons Hearne et Rae datant de l'Archéen ainsi que de l'orogène trans-hudsonien datant du Paléoprotérozoïque. Ces deux formations se poursuivent sous le bassin sédimentaire de l'Ouest canadien. Le bouclier comprend en outre le bassin sédimentaire de l'Athabasca, domaine non métamorphisé daté du Mésoprotérozoïque (Ectasien à Sténien). Les processus géologiques les plus récents datent du quaternaire, lorsque les prairies furent touchées par des épisodes glaciaires,.
Plusieurs impacts météoriques ont altéré les processus géologiques terrestres. Les impacts de Carswell, Deep Bay et Gow Lake se sont produits sur le bouclier canadien au nord. Ceux de Viewfield, Elbow et Maple Creek dans les plaines du sud. Le cratère de Carswell est le plus grand astroblème de la province, avec 35 km de diamètre.

### Hydrographie
La province de la Saskatchewan possède plus de 100 000 lacs et rivières.
Les eaux douces recouvrent 59 366 km2 de la Saskatchewan, soit 6,5 % de la superficie totale. La province regroupe 14 principaux bassins versants, se déversant dans l'océan Arctique, la baie d'Hudson et le golfe du Mexique. Les deux principaux bassins, ceux du Nelson et du Churchill, se déversent dans la baie d'Hudson. Outre le Churchill, les principaux cours d'eau sont la Qu'Appelle, l'Assiniboine, la Souris, la Saskatchewan Nord et la Saskatchewan Sud (dont la confluence forme la Saskatchewan), qui font toutes partie du bassin du Nelson. La Frenchman, au sud de la province, fait partie du bassin du Mississippi et s'écoule donc vers le golfe du Mexique. Au nord, le bassin du Mackenzie rejoint l'océan Arctique.
La Saskatchewan comprend plus de 10 000 lacs, principalement dans la région au nord de la limite des arbres sur le bouclier canadien. Le plus grand est le lac Athabasca, à cheval sur la Saskatchewan et l'Alberta. Le deuxième est le lac Reindeer, à cheval sur la Saskatchewan et le Manitoba. Parmi les autres lacs, on trouve le lac Wollaston, le lac Cree, le lac Frobisher et le lac la Ronge. Le point le plus profond, 220 m de profondeur, est situé dans le lac des Rennes, dans le cratère de Deep Bay, un astroblème de 13 km de diamètre.
La Saskatchewan contient également des zones humides, des tourbières et des lacs salés, comme les lacs Quill.

### Climat
La Saskatchewan repose loin de toute étendue d'eau de taille significative. Avec sa situation septentrionale, la province possède un climat continental tempéré dans le centre et l'est, s'asséchant en climat de steppe semi-aride dans le sud et le sud-ouest. Au nord, à partir de La Ronge, le climat est subarctique. Les étés sont chauds, avec des températures pouvant dépasser 30 °C. Les hivers sont très froids. L'amplitude thermique entre l'été et l'hiver peut dépasser 65 °C. L'été, les rafales descendantes, les orages supercellulaires ou les tornades sont des événements possibles.
La Saskatchewan est la province la plus ensoleillée du Canada (2 206 heures par an), la deuxième recevant le moins de neige par an (145 cm) et dont l'été est le plus chaud (22 °C), et la quatrième recevant le moins de précipitations à l'année (428 mm). En moyenne, la Saskatchewan connaît 272 jours de gel dans le nord (à Prince Albert), 241 jours dans le sud (à Estevan).

### Géographie humaine
La majorité de la population de la Saskatchewan est située dans le tiers sud de la province, au sud du 53e parallèle.
Saskatoon (202 000 habitants) est la plus grande ville de la province. Regina (180 000 habitants), la capitale, est la deuxième. Parmi les autres villes figurent Estevan, Flin Flon, Humboldt, Lloydminster, Melfort, Melville, Moose Jaw, North Battleford, Prince Albert, Swift Current, Weyburn et Yorkton.

## Histoire

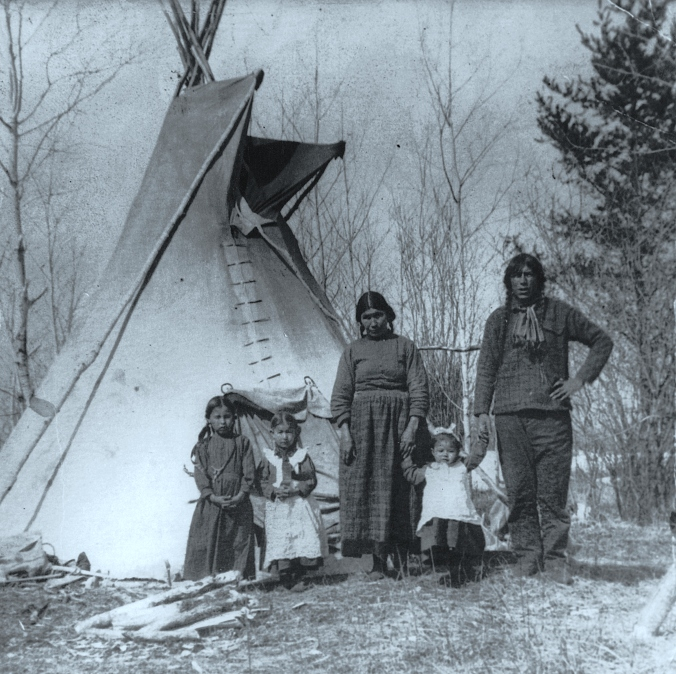
Famille autochtone, 1919.

Avant l'arrivée des Européens, la Saskatchewan est peuplée par les Tchipewyans, les Saulteaux, les Cris,  les Dakotas et les Nakotas. Le premier Européen en Saskatchewan est Henry Kelsey en 1690, qui descend la rivière Saskatchewan, cherchant une traite de fourrure avec les autochtones. Fort La Jonquière et Fort de la Corne furent construits en 1751 et 1753 par des explorateurs et commerçants Français. Le premier établissement européen est un comptoir de la Compagnie de la Baie d'Hudson à Cumberland House (en), fondé par Samuel Hearne en 1774. Le peuplement de la région, qui fait alors partie des Territoires du Nord-Ouest, s'accélère pendant les années 1870 grâce à la construction du Canadien Pacifique et à la concession de terres gratuites aux colons volontaires. La Police montée du Nord-ouest établit plusieurs postes à travers la Saskatchewan moderne.
On déplace les Premières Nations par la force vers des réserves et les Métis qui s'y sont établis, dirigés par Louis Riel, mènent la Rébellion du Nord-Ouest afin de former leur propre gouvernement indépendant du Canada. Riel se rend deux mois plus tard et est reconnu coupable de trahison.
Le peuplement de la Saskatchewan continue par le biais du chemin de fer ; avec la croissance de sa population, elle devient une province en 1905. Mis à part les Canadiens-français qui viennent du pays, plusieurs peuples d’Europe contribuent au peuplement de la Saskatchewan. Aujourd'hui, la majorité de la population est composée des descendants d’Allemands, d’Anglais, d’Écossais, d’Irlandais, d’Ukrainiens, de Norvégiens, de Polonais, de Néerlandais, de Suédois, etc. qui s'établissent dans la région à l’époque de la colonisation.
En 1944, la Fédération du Commonwealth coopératif (FCC), parti agrarien et ouvrier de gauche, remporte les élections provinciales en Saskatchewan et constitue le premier gouvernement socialiste de l'histoire de l’Amérique du Nord. Reconduite à plusieurs reprises, la FCC fait campagne au début des années 1960 sur le thème d'un projet de couverture santé universelle et, après avoir à nouveau gagné les élections, le met en œuvre, le premier du Canada. Il est toutefois violemment contesté par le syndicat des médecins de la province qui déclencha une grève massive le jour même de l'entrée en vigueur du nouveau système. Soutenu par la chambre de commerce de la Saskatchewan, par la plupart des journaux et par le collectif d’extrême droite Laissez-nous nos médecins (KOD), le syndicat des médecins conduit une efficace campagne de communication décrivant le système de couverture santé universelle comme un projet communiste qui favoriserait la propagation des maladies. La grève, devenue très impopulaire en raison des discours outranciers de certains de ses meneurs (l'un d'eux avait appelé à faire couler le sang) prend finalement fin au bout de quelques semaines, et le système de couverture santé universelle est adopté par l’ensemble du pays cinq ans plus tard.

## Le pensionnat indien de Marieval
Le pensionnat indien de Marieval, situé en Saskatchewan sur la réserve Cowessess 73, faisait partie du réseau de pensionnats pour Autochtones au Canada. Il a été en activité de 1898 à 1997.
En juin 2021, le Cowessess First Nation (en) met au jour 751 tombes anonymes sur le terrain attenant à l'école : d'après la Federation of Sovereign Indigenous Nations, il s'agit du plus grand cimetière officieux de ce type en 2021.

## Démographie

### Population

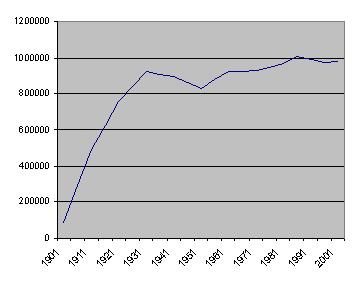
Graphique retraçant l'évolution de la population de la Saskatchewan depuis 1901.

En 2021, la province de la Saskatchewan compte 1 132 505 habitants contre 1 098 352 habitants au précédent recensement de 2016,.
| Recensement de 2016                           | Recensement de 2016                           | Population | % de la population totale |
| --------------------------------------------- | --------------------------------------------- | ---------- | ------------------------- |
|                                               | Philippins                                    | 32 340     | 2,94                      |
| Minorités visibles                            | Asie du Sud                                   | 29 960     | 2,73                      |
| Minorités visibles                            | Chinois                                       | 15 545     | 1,42                      |
| Minorités visibles                            | Noirs                                         | 14 925     | 1,36                      |
| Minorités visibles                            | Autre minorité visible                        | 23 105     | 2,10                      |
| Total de la population des minorités visibles | Total de la population des minorités visibles | 115 875    | 10,55                     |
| Autochtones                                   | Premières Nations                             | 114 570    | 10,43                     |
| Autochtones                                   | Métis                                         | 57 880     | 5,27                      |
| Autochtones                                   | Inuits                                        | 360        | 0,03                      |
| Total population autochtone                   | Total population autochtone                   | 175 020    | 15,93                     |
| Canadiens européens                           | Canadiens européens                           | 807 457    | 73,52                     |
| Total population                              | Total population                              | 1 098 352  | 100,00                    |

### Origines
Selon le recensement fédéral de 2001, les principales origines ethniques de la Saskatchewan sont :
- Allemands : 30,0 %
- Anglais : 26,5 %
- Écossais : 19,2 %
- Irlandais : 15,3 %
- Ukrainiens : 13,6 %
- Français : 12,4 %
- Premières Nations : 12,1 %
- Norvégiens : 6,9 %

18,1 % des personnes s'identifient cependant comme Canadiens.

### Religion

La cathédrale anglicane St. John's, Saskatoon.

Selon le recensement fédéral de 2001, les principales affiliations religieuses des Territoires sont :
- Église catholique : 286 815 personnes (30 % de la population) ;
- Église unie du Canada : 187 450 personnes (19 %) ;
- Église anglicane du Canada : 65 740 personnes (7 %).

148 535 personnes (15 %) se considèrent comme sans religion.

### Langues
La Saskatchewan ne possède aucune langue officielle. L'anglais joue cependant de facto ce rôle.
| Langue maternelle           | Locuteurs | %      |
| --------------------------- | --------- | ------ |
| Anglais                     | 892 615   | 82,4 % |
| Allemand                    | 21 320    | 1,97 % |
| Tagalog                     | 20 045    | 1,85 % |
| Langues algonquiennes       | 19 965    | 1,84 % |
| Français                    | 15 100    | 1,39 % |
| Langues chinoises           | 12 460    | 1,15 % |
| Ukrainien                   | 11 270    | 1,04 % |
| Déné                        | 7 855     | 0,73 % |
| Ourdou                      | 6 520     | 0,6 %  |
| Pendjabi                    | 5 250     | 0,48 % |
| Anglais et une autre langue | 17 970    | 1,66 % |
| Autres                      | 52 870    | 4,88 % |

## Télévision
Les chaînes principales de télévision en Saskatchewan sont :
- CKSA-DT (en)
- CITL-DT
- CKMJ-TV (en)
- CFQC-TV-2 (en)
- CIPA-TV (en)
- CKCK-DT (en)
- CBKT-DT (en)
- CFRE-DT
- CBKFT-DT
- Citytv Saskatchewan (en)
- Saskatchewan Legislative Network (en)
- CFSK-DT
- CFQC-DT (en)
- CKMC-TV (en)
- CIWH-TV
- CICC-TV (en)

## Économie
L'économie saskatchewanaise repose sur l'agriculture. Le produit majeur et le plus familier est le blé mais on produit aussi du colza, du lin, du seigle, de l'avoine et de l'orge. On y cultive aussi des légumineuses (pois chiche, lentilles, pois secs) dont 40 % de la production mondiale de lentilles en 2018. Dans la partie nord de la province, l'industrie forestière est importante.
L'industrie minière est aussi importante ; la Saskatchewan est le plus important exportateur au monde, de potasse et un important exportateur d'uranium : elle possède en effet McArthur River, la plus importante mine du monde, avec laquelle elle pourvoit la plupart des pays occidentaux. L'industrie d'uranium est gérée de près par le gouvernement provincial, ce qui lui permet une grande latitude dans l'établissement des prix mondiaux de l'uranium. On y produit également en grande quantité du pétrole et du gaz naturel (la province est la seconde productrice après l'Alberta). Des mines importantes de radium et d'antimoine ont été découvertes.

## Politique
La Saskatchewan possède la même sorte de gouvernement que les autres provinces, basé sur le système de Westminster, avec un premier ministre, un parlement monocaméral (l'Assemblée législative de la Saskatchewan) et un lieutenant-gouverneur.
La Saskatchewan s'est orientée vers la gauche pendant plusieurs années. En 1944, elle élut le Parti social démocratique du Canada (PSD) et son chef Tommy Douglas, le premier gouvernement socialiste en Amérique du Nord. Son gouvernement fit de la Saskatchewan la première province avec l'assurance-santé socialisée.
Le Nouveau Parti démocratique de la Saskatchewan (NPD), successeur du PSD, domine la politique provinciale depuis la Seconde Guerre mondiale. Le Parti libéral de la Saskatchewan devient insignifiant d'abord, puis le Parti progressiste-conservateur de la Saskatchewan s'effondre à la suite des scandales du gouvernement de Grant Devine. Après un règne de 16 ans du NPD, le chef du Parti saskatchewanais, Brad Wall, est élu lors du suffrage du 7 novembre 2007. En novembre 2011, le Parti saskatchewanais est réélu à la tête de la province, en portant au pouvoir 49 députés sur un total de 58. Le 4 avril 2016, malgré une économie fragilisée, la population accorde à nouveau sa confiance à Brad Wall en élisant 51 députés de son parti sur 61. À l'instar de la plupart des provinces canadiennes, la Saskatchewan tient ses élections à date fixe.

### Premier ministre
Depuis le 2 février 2018, le Premier ministre est Scott Moe, du Parti saskatchewanais, qui a succédé à Brad Wall, démissionnaire.

### Lieutenant-gouverneur
Le premier lieutenant-gouverneur de la province, en poste de 1891 à 1893, est l'honorable Joseph Royal. Bernadette McIntyre est lieutenante-gouverneure depuis le 31 janvier 2025.

### Assemblée législative de la Saskatchewan

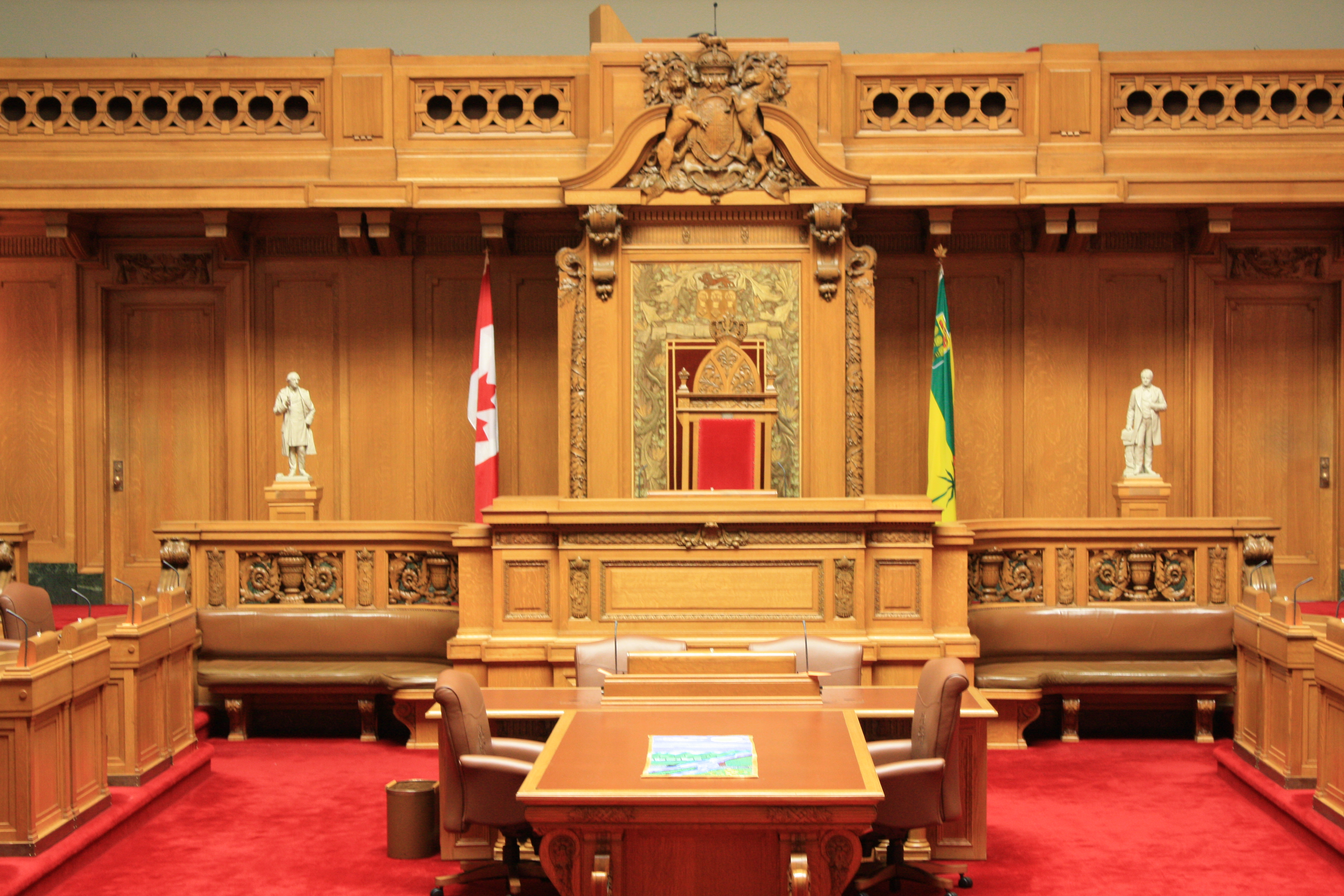
L'Assemblée législative de la Saskatchewan.

L'Assemblée législative de la Saskatchewan est composée de 61 membres.
La première réunion de l'Assemblée législative de la Saskatchewan a lieu le 29 mars 1906.
À la suite des élections générales de 2020, l'assemblée est composée de 48 députés du Parti saskatchewanais et de 13 députés du Nouveau Parti démocratique.

### Représentation fédérale
La Saskatchewan possède 14 députés élus pour la représenter au sein du Parlement du Canada.
À la suite des élections fédérales de 2019, la totalités des députés élus en Saskatchewan sont membres du Parti conservateur du Canada.
De plus, la province de la Saskatchewan est également représentée au Sénat du Canada par six sénateurs. En 2021, deux sièges de sénateurs de la Saskatchewan sont vacants, alors que le Groupe des sénateurs indépendants, le Groupe du Parti conservateur, le Groupe des sénateurs canadiens et le Groupe progressiste du Sénat détiennent chacun un siège.

## Sport
- Blades de Saskatoon (LHOu)
- Broncos de Swift Current (LHOu)
- Pats de Regina (LHOu)
- Raiders de Prince Albert (LHOu)
- Warriors de Moose Jaw (LHOu)
- Roughriders de la Saskatchewan (LCF)

En 2015, Budweiser a rendu hommage à la Saskatchewan pour son abondance de joueurs de hockey en sculptant un monument de glace de 12 pieds (3,66 mètres) représentant un joueur de hockey, dans la capitale de la Saskatchewan, Regina. L’entreprise a filmé ce monument de glace pour une publicité à la télévision nationale, afin de remercier la province d’avoir créé un si grand nombre de compteurs de buts dans toute l’histoire du hockey. Budweiser a aussi remis à la « province des joueurs de hockey » un trophée en bouleau blanc — l’arbre emblématique de la Saskatchewan — portant le nom de chaque joueur professionnel de l’histoire. Au sommet du trophée se trouve une Lumière de but Budweiser dorée, synchronisée avec tous les joueurs professionnels actifs de la Saskatchewan. Ce trophée peut présentement être vu au Victoria Bar, à Regina. Cependant, contrairement à toutes les autres provinces du Canada, le curling est le sport le plus populaire, et l'équipe de la Saskatchewan obtient souvent de bons résultats aux championnats canadiens.

## Gastronomie
Parmi les premiers colons en Saskatchewan, beaucoup venaient d'Europe. C'est pourquoi, la gastronomie saskatchewanaise comprend des plats de saucisses et de pierogis. On trouve aussi des steaks, du poulet, du porc, des hamburgers, des saucisses, du pain fait localement, et des fruits de mer d'eau douce. Les pâtisseries et les fruits font également partie de la culture gastronomique de la province.

## Littérature
L'auteure belge Amélie Nothomb a utilisé le nom de cette province comme patronyme d'une protagoniste canadienne de sa nouvelle Électre[réf. souhaitée].